# Makoto Isshiki
Makoto Isshiki (一色まこと Isshiki Makoto?) är en japansk mangaka. Hon är mest känd för sin manga-serie Piano no mori som är underlaget till en animerad film.